# بازگنجشک فرانسیس
بازگنجشک فرانسیس (نام علمی: Accipiter francesiae) یک پرنده شکاری کوچک است. زیرگونه نمادین (نام علمی: A.f. francesiae) بومی ماداگاسکار است، زیرگونه های دیگر در جزایر قمر  یافت می‌شوند.